# Lenophyllum reflexum
Lenophyllum reflexum är en fetbladsväxtart som beskrevs av S. S. White. Lenophyllum reflexum ingår i släktet Lenophyllum och familjen fetbladsväxter. Inga underarter finns listade i Catalogue of Life.